# Titularbistum Cyanae
Cyanae (ital.: Ciane) ist ein Titularbistum der römisch-katholischen Kirche.
Es geht zurück auf einen untergegangenen Bischofssitz in der antiken Stadt Kyaneai, die in der Landschaft Lykien im Südwesten Kleinasiens in der heutigen Türkei lag. Der Bischofssitz war der Kirchenprovinz Myra zugeordnet. 
| Titularbischöfe von Cyanae |                 |                                                        |                   |                  |
| Nr.                        | Name            | Amt                                                    | von               | bis              |
| 1                          | Vitus Chang SVD | emeritierter Bischof von Sinyang (Volksrepublik China) | 13. November 1949 | 1. November 1982 |